# Tim Clark (Manager)
Sir Timothy Charles Clark, KBE (* 22. November 1949 auf Aruba, Niederlande) ist ein britischer Manager und der aktuelle Präsident der Airline Emirates und Vorsitzender der Emirates-Stiftung. Bis 2008 war er auch Geschäftsführer von Sri Lankan Airlines. 

## Leben
Tim Clark wurde auf Aruba geboren und studierte Wirtschaftswissenschaften an der Universität London. 
Seine Laufbahn in der zivilen Luftfahrt begann 1972 als Mitarbeiter von British Caledonian Airways. 1975 wechselte er nach Bahrain zu Gulf Air und 1985 nach Dubai als Teil des Gründungsteams von Emirates. Von 1998 bis 2008 war er auch Geschäftsführer von Sri Lankan Airlines, nachdem Emirates einen Vertrag mit der Regierung von Sri Lanka abgeschlossen hatte, welcher der Golf-Airline 40 % der Anteile übertragen hatte. Seit 2003 ist Clark Präsident und Chief Operating Officer von Emirates.
Clark hat auch den Vorsitz der gemeinnützigen Emirates-Stiftung inne, die sich für die Belange von Kindern in der Welt einsetzt.
Er ist Mitglied der Royal Aeronautical Society.

## Auszeichnungen
Das Luftfahrtmagazin Aviation Week & Space Technology ernannte Clark zur Person des Jahres 2013. Am Neujahrstag 2014 wurde er von Königin Elisabeth II. wegen seiner Verdienste für den Wohlstand des Vereinigten Königreichs und die Luftfahrtindustrie zum Knight Commander of the Order of the British Empire ernannt.